# Convento de Santa Ágata
El convento de Santa Ágata (en neerlandés: Klooster Sint Aegten) es un convento en la localidad de Sint Agatha (Brabante Septentrional) en los Países Bajos. Es la compañía matriz de los Canónigos regulares de la Orden de la Santa Cruz, también conocidos como "Crosiers." Tiene como patrona a Santa Ágata.
El señor Jean Cuijk fundó en 1315 una capilla dedicada a Santa Ágata poco después de dar nombre al pueblo. Su descendiente, Jean IV Cuijk, trajo en 1371 los cánones de la Santa Cruz en Leerdam, a fin de dar cuidado de los pobres y abrir una escuela de gramática (escuela de latín). Su convento fue terminado en 1378 y una nueva capilla en el siglo XV en estilo gótico tardío.
El convento, que se había instalado en la escuela desde la destrucción del antiguo convento a finales del siglo XVIII, se quedó pequeño y fue reconstruido en 1906 en estilo neo-gótico, tal como se ve en la actualidad. La antigua escuela es visible al lado de las ruinas del antiguo convento.
El interior de la capilla conventual fue incendiado el 8 de mayo de 1944, destruyendo un patrimonio artístico de gran valor histórico, incluyendo un calvario del siglo XIV y los tres altares . Fue restaurada en 1949.